# Gigantidas gladius
Gigantidas gladius är en musselart som beskrevs av Cosel och B.A. Marshall 2003. Gigantidas gladius ingår i släktet Gigantidas och familjen blåmusslor. Inga underarter finns listade i Catalogue of Life.